# أديسون برات
أديسون برات (بالإنجليزية: Addison Pratt)‏ هو كاتب يوميات أمريكي، ولد في 21 فبراير 1802 في Winchester, New Hampshire ‏ في الولايات المتحدة، وتوفي في 10 أكتوبر 1872 في آناهايم في الولايات المتحدة.